# گوجه (شهر)
شهر گوجه (به کره‌ای: 거제) (به انگلیسی: Geoje) با جمعیت ۱۹۶٫۴۸۱ نفر در ایالت جئونسانگنام-دو در کشور کره‌جنوبی واقع شده‌است.